# Křížová výprava do Čech proti valdenským
Křížová výprava proti valdenským (a katarům) do Čech (obecně proti „českým kacířům“) bylo vojenské a represivní tažení proti poddaným Oldřicha z (Jindřichova) Hradce, zejména tzv. valdenským. Výprava byla na jeho žádost vyhlášena papežem Benediktem XII. bulou dne 6. března 1340 a velení se osobně ujal sám pán z Hradce. 

## Historie
První zmínku o lidových kacířích v Čechách lze nalézt ve Zbraslavské kronice (1315). V letech 1315–1318 už v Čechách působili inkvizitoři. Právě v oné době se do Čech uchylovali ve velkém před pronásledováním zejména valdenští a beghardi a bekyně z německých zemí, takže většina českých kacířů byla německého původu. Valdenští se do jižních Čech, zejména na Jindřichohradecké panství, dostali prostřednictvím německé kolonizace z Bavorska a ze severního Rakouska. Patrně sem velká část valdenských věřících v podstatě prchla před útlakem, který měli v německy hovořících zemích. Ani v Čechách však nezůstali ušetřeni náboženské perzekuce a byli systematicky v několika vlnách pronásledováni, byť se hnutí šířilo převážně mezi německy hovořícím obyvatelstvem. Dle českého historika Petra Čorneje stanulo v letech 1335 až 1350 před inkvizitorem Havlem z Kosořic na 4 400 kacířů, z nichž každý dvacátý byl upálen.
V roce 1339 odcestoval z Čech jistý inkvizitor Gallus, který působil v okolí Prahy, za papežem do Avignonu a sebou vzal i Oldřicha z Hradce, který se na svém panství potýkal s rostoucími případy kacířství. Obvykle byli kacíři podezříváni z páchání krádeží a násilí na vzorných věřících. Na jejich žádost vyhlásil papež Benedikt XII. bulou dne 6. března 1340 křížovou výpravu, opatřenou privilegii srovnatelnými s poutěmi do Svaté země. Mezitím na Jindřichohradecku velké množství heretiků (včetně již obrácených, kteří se zřekli hereze) využilo situace a v Oldřichově nepřítomnosti napadlo panské sídlo, který útočníci vyplenili a vypálili, spolu s hradem následně padly za oběť i okolní vesnice a rovněž církevní majetek. 
O výpravě z roku 1340 a jejím průběhu se nedochovaly bližší informace, jisté je ale to, že výprava proběhla a citelně poznamenala okolí Jindřichova Hradce a Landštejna, kdy se zdejší panství výrazně vylidnila tak, že na místě zbyl jen nedostatek pracovních sil k obdělávání půdy. Také pověst Českého království značně utrpěla. České země vešly ve známost jako útočiště kacířů. Do Jindřichova Hradce přichází Řád německých rytířů a zřizuje si zde své sídlo.